# Marino Cardelli
Marino Cardelli (ur. 5 października 1987 w Borgo Maggiore) – sanmaryński narciarz. Uczestnik Igrzysk Olimpijskich w Turynie i Igrzysk Olimpijskich w Vancouver, podczas których był chorążym reprezentacji. Był jedynym reprezentantem San Marino zarówno w 2006, jak i w 2010.

## Igrzyska Olimpijskie
- Turyn 2006 - Slalom Gigant - Nie ukończył[1]
- Vancouver 2010 - Slalom Gigant - 80

## Puchar Świata
Marino Cardelli pięć razy uczestniczył w zawodach Pucharu Świata; 3-krotnie osiągnął metę, zajmując następujące miejsca:

### 2004/05
Slalom Gigant
- 69. na zawodach w Bormio

### 2006/2007
Slalom Gigant
- 48. na zawodach w Åre

### 2008/2009
Slalom
- 54. na zawodach w Val d’Isère